# Allophylus africanus
Allophylus africanus là một loài thực vật có hoa trong họ Bồ hòn. Loài này được P.Beauv. mô tả khoa học đầu tiên năm 1818.

## Hình ảnh

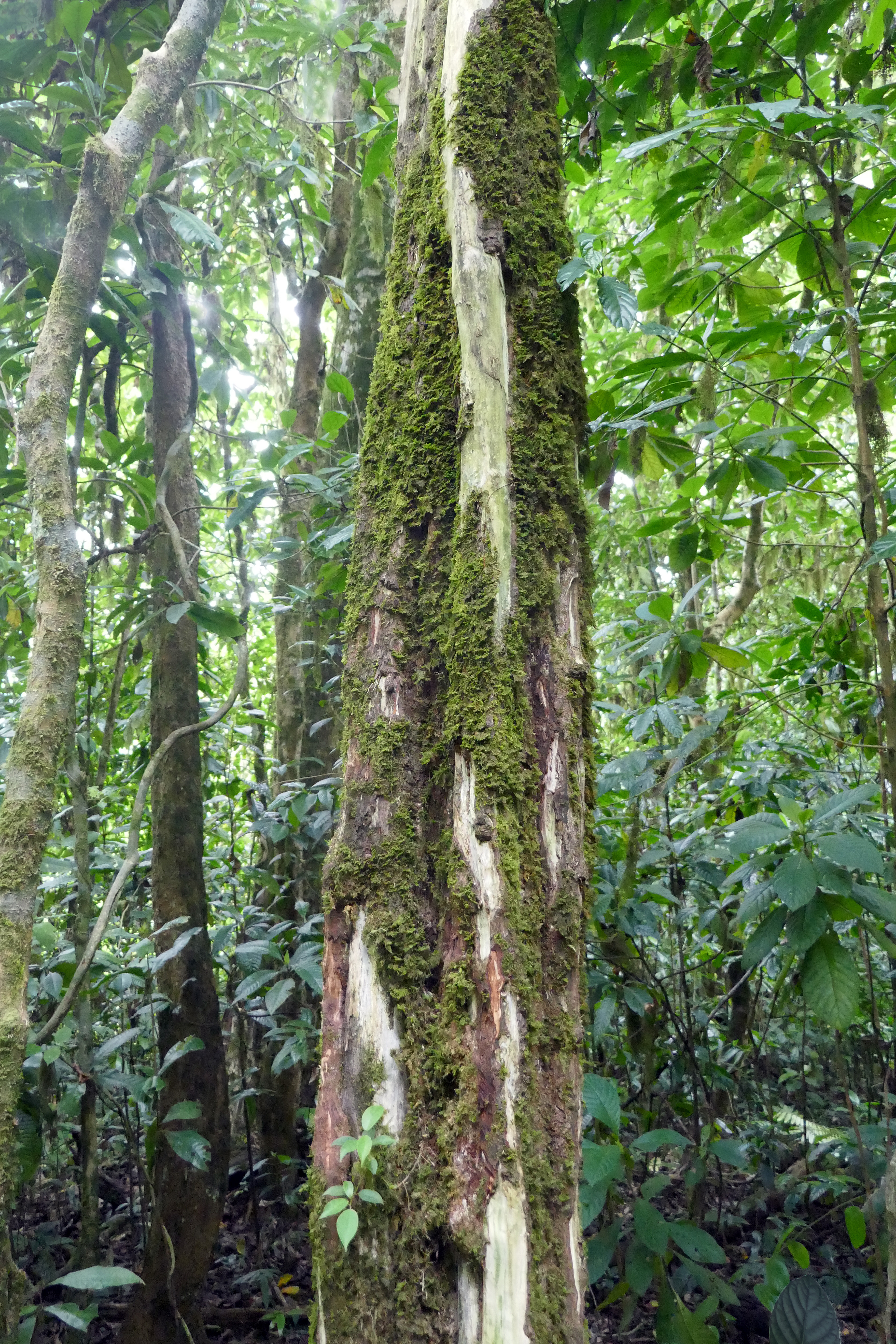
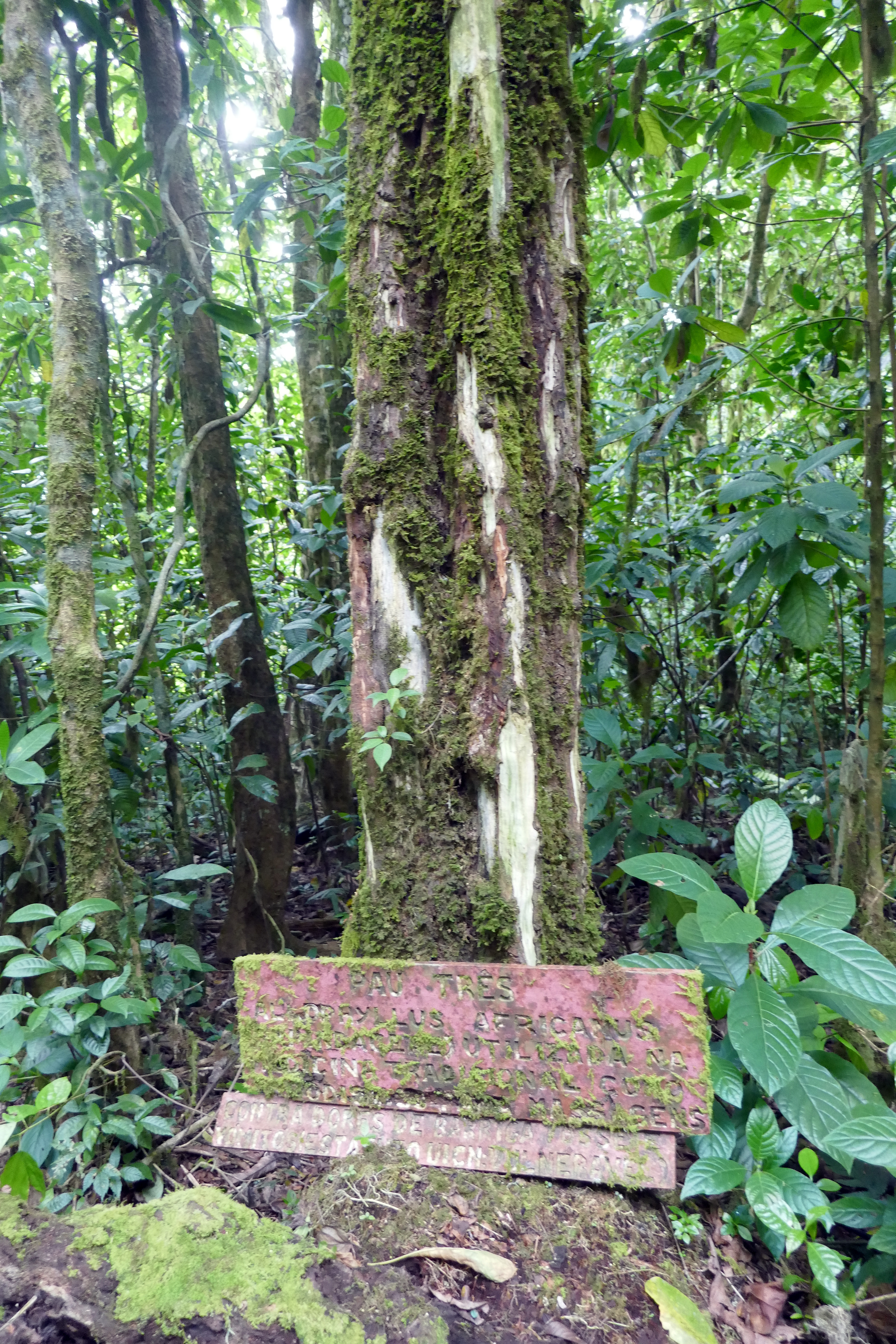